# Pistacia malayana
Pistacia malayana är en sumakväxtart som beskrevs av M. R. Henderson. Pistacia malayana ingår i släktet Pistacia och familjen sumakväxter. Inga underarter finns listade i Catalogue of Life.